# Стороженко, Андрей Яковлевич
Андрей Яковлевич Стороженко (20 марта, 1791 — 16 июля 1858, Киев) — российский государственный деятель, тайный советник, публицист и сенатор, мемуарист украинского происхождения. Генерал-майор Русской императорской армии. Главный директор комиссии внутренних и духовных дел Царства Польского. Автор ряда сочинений на русском и украинском языках.

## Биография
Происходил из казацко-старшинского рода. В 1806 году окончил Второй кадетский корпус, откуда выпущен был подпоручиком в 11-ю артиллерийскую бригаду.
В 1806—1810 годах в Дунайской армии, затем в ходе войны 1812 года состоял адъютантом начальника артиллерии 2-й Западной, позднее Первой армии, участвовал в сражениях под Смоленском, Бородиным, Тарутиным, Малым Ярославцем, Красным, Люценом, Бауценом, Дрезденом и Лейпцигом, дважды ранен.
В 1817 году вышел в отставку, однако менее чем через год вернулся в военную службу. Входил в петербургскую масонскую ложу «Избранного Михаила», членами которой были и будущие декабристы. В 1820-е годы граф Аракчеев, оценивший расторопность и исполнительность Стороженко, возложил на него всю отчетность и ответственность по военным поселениям в штабе графа Витта, начальника военных поселений в Херсонской и Екатеринославской губерниях.
В 1832 году, уже в чине полковника, переехал вместе с Виттом в Царство Польское, где в 1833—1842 годах занимал должность варшавского обер-полицмейстера, одновременно руководя Следственной комиссией по политическим преступлениям, которая вершила расправу над повстанцами 1830 года. Пользовался значительным доверием и расположением своего непосредственного начальника графа Паскевича. 6 декабря 1833 года произведен в генерал-майоры. В том же году получил одновременно 10 тысяч рублей ассигнациями. В 1835 году пожаловано ему имение в Царстве Польском на правах майората с годовым доходом в 1500 рублей серебром.
К 1841 году здоровье Стороженко сильно пошатнулось, и он вынужден был просить об увольнении от должностей генерал-полицеймейстера армии и обер-полицеймейстера. Тогда граф Паскевич исходатайствовал ему назначение в Правительствующий сенат: 25 марта 1842 года Стороженко был пожалован в тайные советники, а 14 мая того же года ему повелено было присутствовать в варшавском департаменте Сената.
17 июня 1850 года вышел, наконец, в отставку и провёл последние годы жизни на Украине, где общался с Т. Шевченко, О. Бодянским и другими деятелями национального возрождения. Сначала он хотел обосноваться в полтавском имении Чивильча, но не смог ужиться с соседями и два года провёл с семейством в Одессе, где сблизился с архиепископом Иннокентием. С сентября 1856 года жил в Киеве, где и умер. Тело его было перевезено в село Чивильчу и погребено при местной церкви, им самим сооруженной.

## Сочинения
Как публицист Стороженко принадлежал к ультрапатриотическому лагерю Булгарина и Греча, с которыми поддерживал дружеские отношения. Оставил ряд мемуарно-биографических сочинений («Два месяца в дороге по Бессарабии, Молдавии и Валахии в 1829 году», «Записки о Царстве Польском в 1834, 1835, 1842 году» и др.), проникнутых «крайним шовинизмом» на грани «патриотического неистовства»:

Красной нитью через всю деятельность Стороженко проходит своеобразный патриотизм, односторонний, грубо воспринятый, непримиримый, всё разрушающий и ничего не щадящий во имя интересов, не всегда правильно понятых, господствующей национальности.
В 1832 г. под псевдонимом Андрий Царинный выпустил книгу «Мысли малороссиянина по прочтении повестей пасечника Рудого Панька, изданных им в книжке под заглавием: Вечера на хуторе близ Диканьки, и рецензий на оные», в которой положительно отзывался о литературных достоинствах книги Н. В. Гоголя, но упрекал писателя в неточном отражении быта, нравов и языка украинцев.
Стороженко живо интересовался прошлым казацких земель, опубликовал реестры войска запорожского 1649 года, работал над «Историей Южной России», которая осталась в рукописи.

## Семья
Был женат на Анне Михайловне Дараган (1796—1821), дочери полтавского помещика Михаила Петровича Дарагана от брака с Евой Яковлевной Фок; сестре тульского губернатора Петра Дарагана. Их дети:
- Елизавета (1818—1897), замужем за Н. И. Ушаковым.
- Владимир (1820—1895), окончил Пажеский корпус и Дерптский университет, коллежский советник.

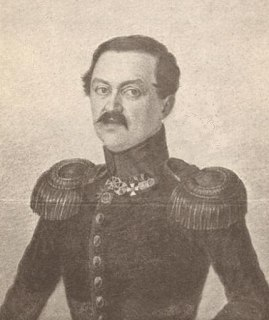
Портрет А. Я. Стороженко работы С. Маршалкевича, 1830-1833 гг.
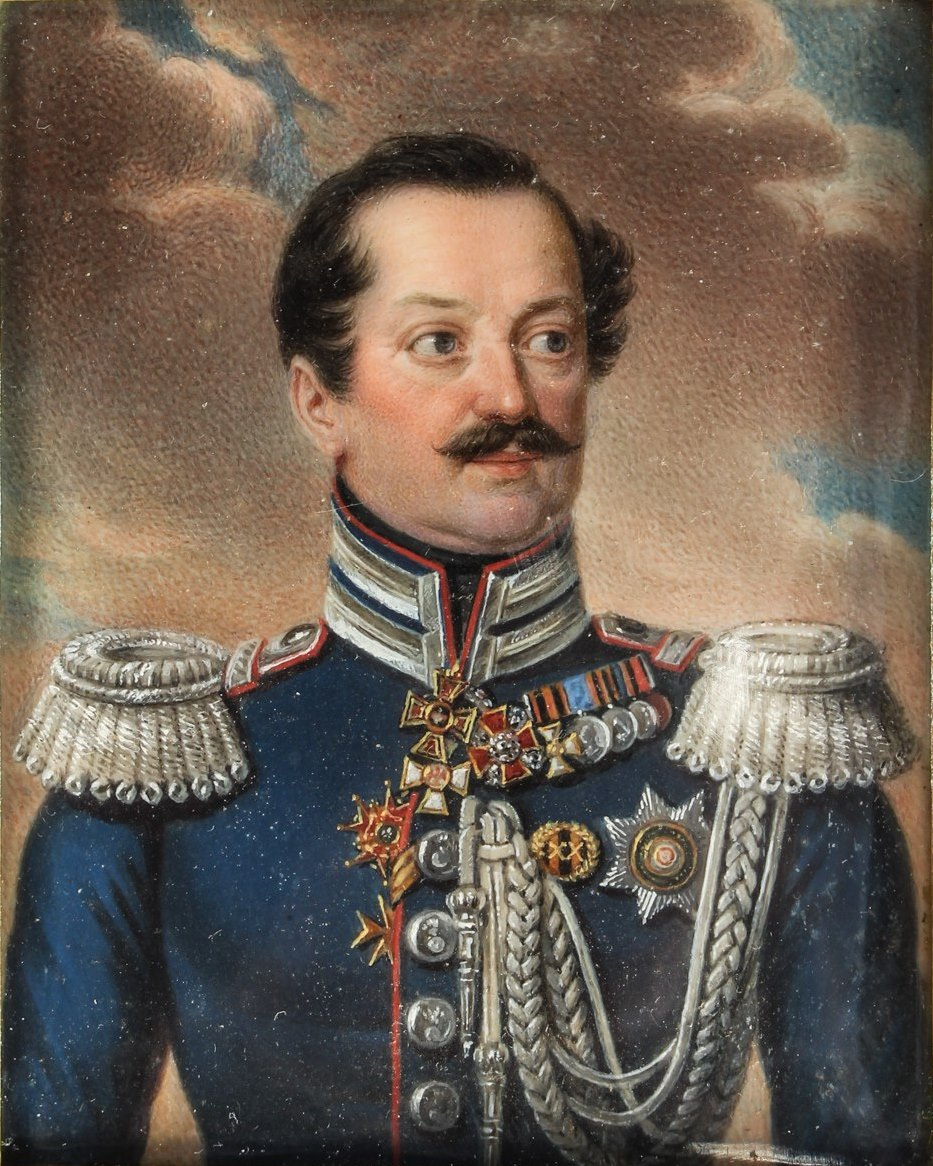
Портрет А. Я. Стороженко работы С. Маршалкевича, 1834 гг.
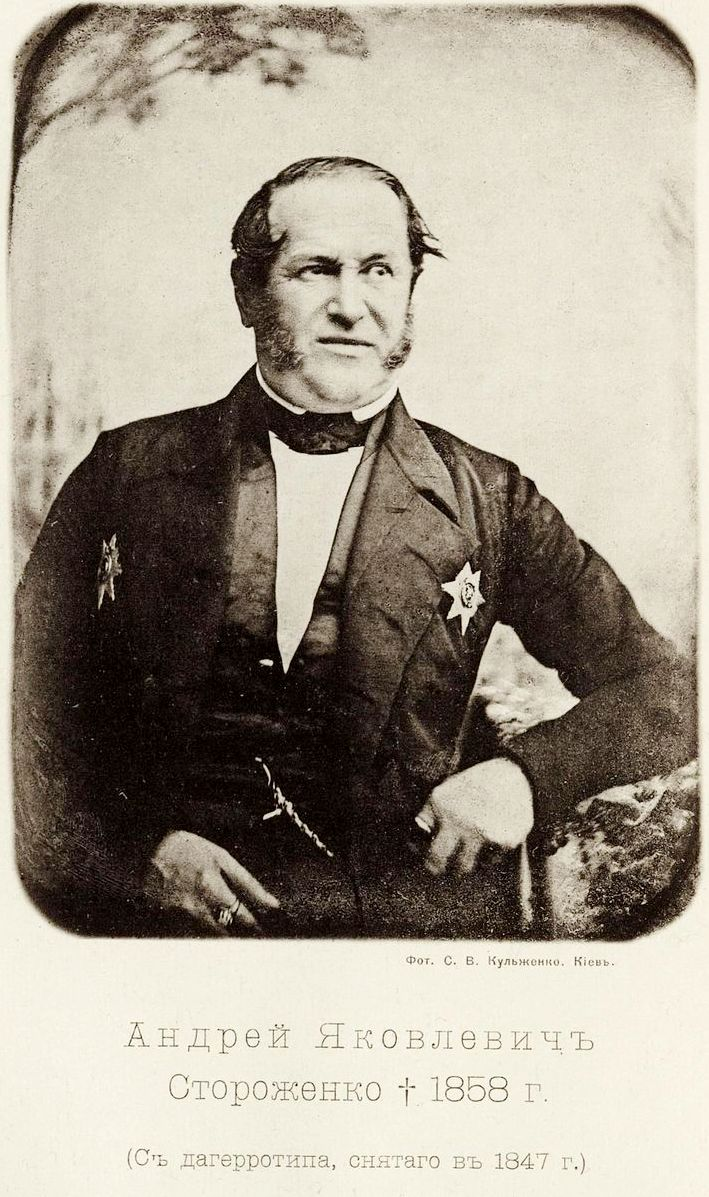
Портрет А. Я. Стороженко работы неизвестного художника, XIX в.
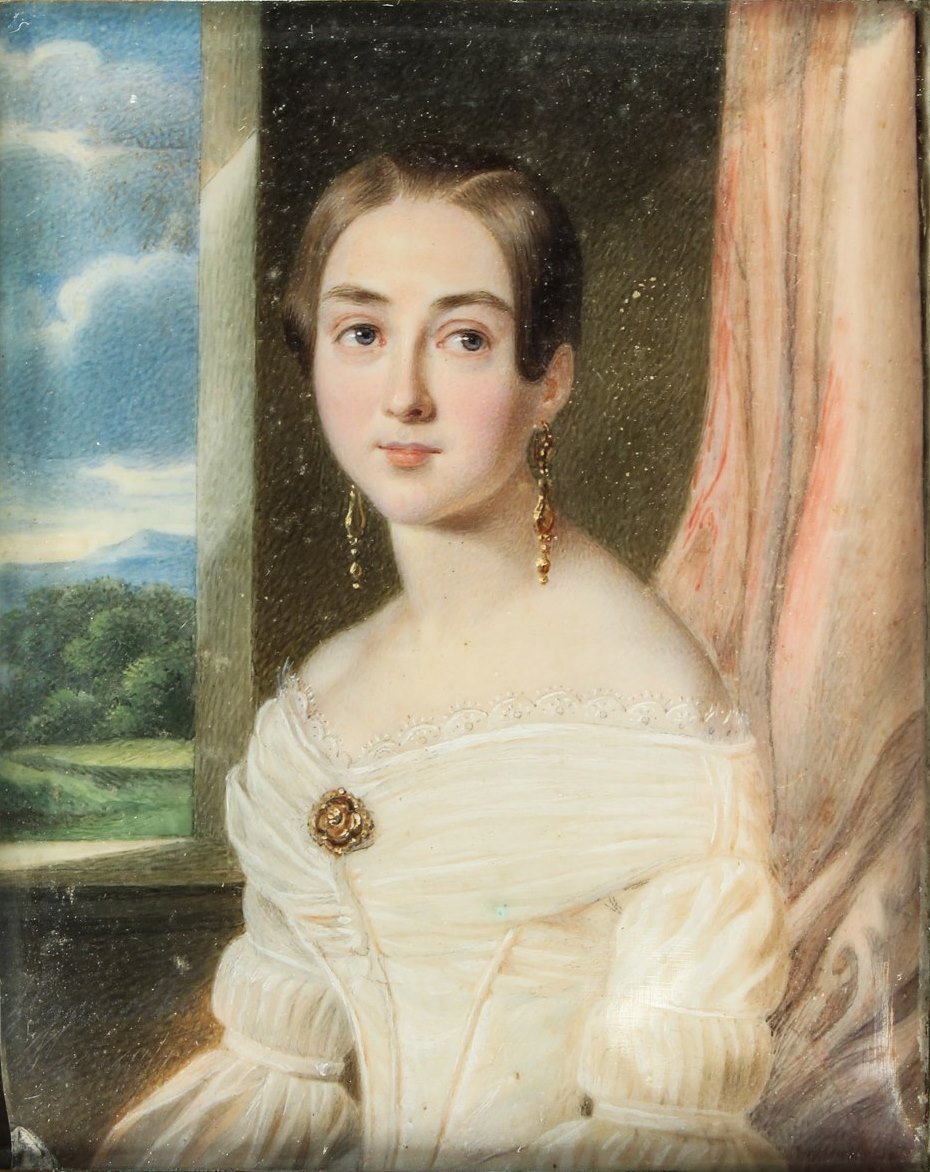
Портрет Елизаветы Андреевны работы С. Маршалкевича, XIX в.

Внук сенатора Стороженко, историк Андрей Владимирович Стороженко, в своих публицистических произведениях также использовал псевдоним деда Андрий Царинный.

## Награды
- Орден Святой Анны 4-й ст. с надписью «за храбрость» (1812)
- Орден Святой Анны 2-й степени (1812)
- Золотая шпага «За храбрость» (1812)
- Орден Святого Владимира 4-й степени с бантом (1812)
- Орден Святого Георгия 4-й степени (25 декабря 1828)
- Орден Святого Владимира 3-й степени (1830)
- Орден Святого Станислава 2-й степени (1833)
- Орден Святого Станислава 1-й степени (1838)
- Орден Святой Анны 1-й степени (1841)
- Орден Святого Владимира 2-й степени (1845)
- Орден Белого орла (1847)